# 木内健
木内 健（きうち たけし、1980年3月22日 - ）は、日本のミュージシャン、シンガーソングライター。

## 略歴
- 1980年3月22日、福井県に誕生。
- 1999年、シングル「未青年」でメジャーデビュー。
- 2005年、アルバム『デボーチカ』発売。
- ギター、パーカッション、ドラム、キーボード等、マルチミュージシャン。

## サポート・アーティスト
阿部義晴、斉藤和義、寺岡呼人、トランスパランス、星グランマニエ、松田亜世、Myst、南乃梨子、REMI、渡部沙智子、CHERRY LYDER、カノープス、河野智行、ケンノスケ、Co.、阿部民バンド

## ディスコグラフィ

### シングル
- 未青年（1999年）
- タマゴと金魚（2000年）

### アルバム
- デボーチカ（2005年）

## 提供作品
愛沢咲夜 starring 植田佳奈
- ムテキをねらえっ（作曲）

ザ・コインロッカーズ
- secret base 〜君がくれたもの〜（編曲）

鈴木雅之
- 息もできないくらい（作曲／綾小路翔と共作）